# Armel Operaverseny és Fesztivál
A versenyt 2007-ben alapította az Armel Produkció és Sajtóiroda, a Szegedi Szabadtéri Játékok, a Pannon Filharmonikusok és a francia Mezzo Televízió. A versenyre az első öt esztendőben összesen 3627 énekes jelentkezett 52 országból, hogy az első két fordulón át a döntőbe kerülve eljátszhassa az évenkénti 5 versenyprodukció főszerepeinek egyikét.
Míg 2008-ban Operaverseny és Fesztivál a Mezzo Televízióval néven működött, 2009-ben felvette az Armel Operaverseny és Fesztivál nevet, 2011-ben, 2012-ben és 2013-ban Armel Operaverseny és Fesztivál Szeged néven működött. 2014-től helyszíne Budapest, 2016-tól Budapest és Bécs.
A XXI. század operajátszása a komplexitásra épül, vagyis a kiváló hangi adottság magas fokú színészi képességgel kell, hogy párosuljon. A közönség színházat akar látni az operában is: kedvenc előadójának nem csupán remek operaénekesnek, de színpadra termett, tehetséges színész-énekesnek is kell lennie, ezért az Armel Operaverseny – eltérően a hagyományos énekversenyektől – a komplex előadói teljesítményt értékeli.

## Fordulók
Az Armel Operaverseny és Fesztivál három fordulóból áll.
1. Az első forduló több helyszínen zajlik. Itt a versenyző énekeseknek két szabadon választott áriával kell készülniük. Az egyik áriának egy klasszikus műből, a másiknak egy kortárs (II. világháború utáni) darabból kell lennie. Az első forduló során a szakmai zsűri a továbbjutó versenyzőket hangi adottságuk, énektudásuk és muzikalitásuk alapján választja ki.
2. A második fordulóban a versenyprodukciók rendezői és az operaházak képviselői (igazgatók, zenei vezetők, művészeti vezetők stb.) – elsősorban színészi képességek alapján – választják ki a döntőbe kerülőket, vagyis azokat, akik az egyes versenyprodukciók főszereplői lesznek. A második forduló a fesztivál helyszínén zajlik. Ezután a versenyzők a végső megmérettetésre a partner operaházakban készülnek fel a próbaidőszak során.
3. A verseny harmadik fordulója a döntő, a versenyprodukciók bemutatása. Ezek sorozata alkotja a fesztivál fő programját. Az öt országból érkező produkciókat 2013-ig egyetlen helyszínen, a Szegedi Nemzeti Színházban, 2014-től különböző budapesti színházakban, ezekhez csatlakozóan 2016-tól Bécsben tekinthette, illetve tekintheti meg a közönség és a zsűri. Az énekesek, ill. a produkciók a legjobb női előadó, a legjobb férfi előadó (2014-től összevontan: a legjobb előadó), ill. a legjobb előadásnak járó díjért versenyeznek. 2008-ban és 2010-ben versenyző énekesek kaphattak közönségdíjat, 2010-től produkciókra szavazhatnak a nézők. A zsűri különdíjakkal is jutalmaz kiemelkedő teljesítményeket.

## Partner operaházak 2008–2017
- Center for Contemporary Opera (Kortárs Opera Centrum, New York, USA) – 2011, 2012
- Csokonai Színház (Debrecen, Magyarország) – 2009, 2010
- Den Nye Opera (Új Opera, Bergen, Norvégia) – 2010
- Devlet Opera ve Balesi (Állami Opera és Balett, Isztambul, Törökország) – 2013
- Dicapo Opera Theatre (Dicapo Operaház, New York, USA) – 2008, 2009, 2010
- Die Neue Oper Wien (Bécs, Ausztria) – 2014
- Divadlo Josefa Kajetána Tyla v Plzni (Josef Kajetán Tyl Színház, Plzeň, Csehország) – 2010, 2011, 2012, 2014, 2015
- English Touring Opera (Angol Utazó Opera, London, Egyesült Királyság) – 2013, 2015
- Hrvatsko Narodno Kazalište Ivana pl. Zajca Rijeka (Ivan Zajc Horvát Nemzeti Színház Rijeka, Fiume, Horvátország) – 2017
- Kolozsvári Magyar Opera (Kolozsvár, Románia) – 2015
- Liszt Ferenc Zeneművészeti Egyetem, (Budapest, Magyarország) – 2016, 2017
- Muziektheater Transparant (Antwerpen, Belgium) – 2015
- Národní Divadlo Moravskoslezské (Morva-Sziléziai Nemzeti Színház, Ostrava, Csehország) – 2009
- Opéra Grand Avignon (Avignon, Franciaország) – 2016
- Opéra-Théâtre de Metz Métropole (Metz, Franciaország) – 2016
- Opéra de Rennes (Rennes-i Opera, Rennes, Franciaország) – 2008
- Opera Krakowska (Krakkói Opera, Krakkó, Lengyelország) – 2011
- Opera Poznańska (Poznańi Opera, Poznań, Lengyelország) – 2013
- Państwowa Opera Bałtycka (Balti Állami Opera, Gdańsk, Lengyelország) – 2008, 2009
- Slovenské Národné Divadlo (Szlovák Nemzeti Színház, Pozsony), Szlovákia) – 2012
- Srpsko Narodno Pozoriste Novi Sad (Szerb Nemzeti Színház, Újvidék), Szerbia – 2012, 2013, 2016
- Szegedi Nemzeti Színház (Szeged, Magyarország) – 2008, 2010, 2011, 2012, 2013, 2014, 2015, 2017
- Tbiliszi Állami Opera (Tbiliszi, Grúzia) – 2014
- Teatr Warszawskiej Opery Kameralnej (Varsói Kamaraopera, Varsó, Lengyelország) – 2017
- Teatro Verdi di Pisa (Pisa, Olaszország) – 2016
- Theater Bremen (Brémai Színház, Bréma, Németország) – 2008
- Théâtre Bienne-Soleure (Bienne és Soleure Színháza, Biel, Svájc) – 2009, 2011, 2014, 2016, 2017

## Első fordulós helyszínek 2008–2017
- Budapest – 2009, 2010, 2011, 2012, 2013, 2014, 2015, 2016, 2017
- Párizs – 2008, 2009, 2010, 2011, 2012, 2013, 2014, 2015, 2016, 2017
- New York – 2008, 2009, 2010, 2011, 2012
- Los Angeles – 2011
- Moszkva – 2010
- Bergen – 2009, 2010
- Gdańsk – 2008, 2009
- Bréma – 2008
- Rennes – 2008

## Díjátadó gálák 2008–2017
A Szegedi Nemzeti Színházban:
- 2008 – Rend.: Toronykőy Attila, vez.: Ménesi Gergely, km.: Pannon Filharmonikusok
- 2009 – Rend.: Vidnyánszky Attila, vez.: Peskó Zoltán, km.: Pannon Filharmonikusok
- 2010 – Rend.: Pál Tamás, vez.: Oliver von Dohnányi, km.: Pannon Filharmonikusok
- 2011 – Rend.: Alföldi Róbert, vez.: Gyüdi Sándor, km.: Szegedi Szimfonikus Zenekar
- 2012 – Rend.: Böhm György, vez.: Gyüdi Sándor, km.: Szegedi Szimfonikus Zenekar
- 2013 – Rend.: Böhm György, vez.: Gyüdi Sándor, km.: Szegedi Szimfonikus Zenekar

A Thália Színházban, Budapesten:
- 2014 – Rend.: Böhm György, vez.: Dinyés Dániel, km. Váci Szimfonikus Zenekar
- 2017 – Rend.: Szabó Máté, vez.: Gregory Vajda, km. Pannon Filharmonikusok

## Díjazottak 2008–2017

### Legjobb férfi előadó
- Adam Diegel (USA) – 2008
- Nyári Zoltán (Magyarország) – 2009
- 2010-ben a Legjobb Férfi Előadó Díját illetően a zsűri – a teljes férfi-női mezőnyt figyelembe vételével – úgy határozott, hogy ebben a kategóriában nem ad ki első díjat, a meghirdetettektől eltérve két második helyezést és egy harmadik helyezést ítél oda, és ennek megfelelően osztja el a pénzjutalmat.
  - Balczó Péter (Magyarország) – 2010 (megosztott II. díj)
  - Haja Zsolt (Magyarország) – 2010 (megosztott II. díj)
  - Alexey Bogdanchikov (Oroszország) – 2010 (III. díj)
- Wassyl Slipak (Ukrajna) – 2011
- Philippe Brocard (Franciaország) – 2012
- Sébastian Obrecht (Franciaország) – 2013

### Legjobb női előadó
- Janja Vuletić (Horvátország) – 2008
- Kristin Sampson (USA) – 2009
- Christina Baggio (Olaszország) – 2010
- Raquel Camarinha (Portugália) – 2011
- Victoria Markaryan (Grúzia) – 2012
- Jelena Končar (Szerbia) – 2013

### Legjobb előadó
- Marion Grange (Franciaország) – 2014
- Marlène Assayag (Franciaország) – 2015
- Adriana Bignani Lesca (Gabon) – 2016
- Morgane Heyse (Franciaország) – 2017

### Közönségdíj
- Marcin Habela (Lengyelország) – 2008
- Nyári Zoltán (Magyarország) – 2009

### Legjobb produkció
- Robert Ward: A salemi boszorkányok (Dicapo Opera – Rendező: Alföldi Róbert) – 2008
- David Alagna: Egy halálraítélt utolsó napja (Csokonai Színház – Rendező: Nadine Duffaut) – 2009
- Giuseppe Verdi: Traviata (Szegedi Nemzeti Színház – Rendező: Juronics Tamás) – a Duna Televízió díja – 2010
- Knut Vaage: Veslefrikk (Den Nye Opera – Rendező: Alföldi Róbert) – az ARTE kulturális televízió díja – 2010
- Viktor Ullmann: Atlantisz császára (Opera Krakowska – Rendező: Beata Redo-Dobber) – 2011
- Joseph Mysliveček: Antigona (Théâtre Bienne-Soleure – Rendező: Andreas Rosar) – Közönségdíj – 2011
- William Mayer: Haláleset a családban (Center for Contemporary Opera – Rendező: Alföldi Róbert) – 2012
- William Mayer: Haláleset a családban (Center for Contemporary Opera – Rendező: Alföldi Róbert) – Közönségdíj – 2012
- Russel Hepplewhite: Lajka, az űrkutya (English Touring Opera – Rendező: Tim Yealland) – 2013
- Benjamin Britten: A csavar fordul egyet (Isztambuli Állami Opera – Rendező: Aytaç Manizade) – Közönségdíj – 2013
- Harrison Birtwistle: Punch és Judy (Die Neue Oper Wien – Rendező: Leonard Prinsloo) – 2014
- Annelies van Parys: Private View (Muziektheater Transparant, Antwerpen – Rendező: Tom Creed) – 2015
- Wolfgang Amadeus Mozart: A varázsfuvola (Szegedi Nemzeti Színház – Rendező: Alföldi Róbert) – 2015
- Eötvös Péter: Vértelenül – Rendező: Alföldi Róbert; Bartók Béla: A kékszakállú herceg vára – Rendező: Nadine Duffaut (Avignoni Nagyopera, Metz-i Opera) – 2016
- The Omnibus Opera (Gian Carlo Menotti: A telefon; Samuel Barber: A Hand of Bridge; Hindemith: Hin und zurück – Újvidéki Szerb Nemzeti Színház – Rendező: Ksenija Krnajski) – Arte közönségdíj – 2016
- Udo Zimmermann: Fehér rózsa (Biel és Solothurn Színháza, Svájc – Rendező: Anna Drescher) – 2017
- Rufus Wainwright: Prima Donna (Pannon Filharmonikusok – Rendező: Alföldi Róbert) – Arte közönségdíj – 2017

### Különdíjak
- Miksch Adrienn – A Francesca da Rimini és A titkosügynök c. produkciókban nyújtott kiemelkedő alakításáért – 2011
- Szegedi Szimfonikus Zenekar – A fesztivál produkcióinak kíséretében nyújtott kiemelkedő teljesítményéért – 2011
- Petrovics Eszter – A produkciók televíziós közvetítésének kiváló rendezői teljesítményéért – 2012
- Miksch Adrienn – A fesztivál produkcióiban közreműködő legjobb magyar énekesként – 2012
- Ilyas Seckin (fiúszoprán) – Miles szerepének alakításáért Benjamin Britten A csavar fordul egyet c. operájában – A Szegedi Tudományegyetem zsűrijének különdíja, 2013
- English Touring Opera – Russel Hepplewhite Lajka, az űrkutya c. gyermekoperájának előadásáért – A Szegedi Tudományegyetem zsűrijének különdíja, 2013
- Pál Tamás, Molnár Zsuzsa, Toronykőy Attila – Verdi Simon Boccanegra c. operájának az ősbemutató dokumentumai alapján megvalósított színpadra állításáért – A Szeged közönségét képviselő zsűri különdíja, 2013
- Pannon Filharmonikusok – A fesztivál produkcióinak kíséretében nyújtott kiemelkedő teljesítményéért – 2015
- A zsűri különdíja Hans Werner Henze Elegy for Young Lovers c. operájának Almási-Tóth András rendezte előadásáért a Liszt Ferenc Zeneművészeti Egyetemnek – 2016
- A zsűri különdíja Petrovics Eszter televíziós rendezőnek a fesztiválprodukciók kiváló közvetítéséért – 2017

### A franciaországiAvignonbanvendégszerepelt fesztiválprodukciók
- Michael Dellaira: A titkosügynök (Center for Contemporary Opera, New York. Rendező: Alföldi Róbert, karmester: Sarah Jobin, km. a Szegedi Szimfonikus Zenekar.) A vendégszereplés időpontja: 2012. április 18.
- William Mayer: Haláleset a családban (Center for Contemporary Opera, New York. Rendező: Alföldi Róbert, karmester: Sarah Jobin, km. a Szegedi Szimfonikus Zenekar.) A vendégszereplés időpontja: 2013. június 9.
- Russel Hepplewhite: Lajka, az űrkutya (English Touring Opera, London. Rendező: Tim Yealland, karmester: Russel Hepplewhite, km. kamaraegyüttes.) A vendégszereplés időpontja: 2013. december 4.
- Marco Tutino: A gyertyák csonkig égnek (Szegedi Nemzeti Színház. Rendező: Toronykőy Attila, karmester: Gyüdi Sándor, km. a Szegedi Szimfonikus Zenekar.) A vendégszereplés időpontja: 2015. június 3.

### A PlzeňEurópa kulturális fővárosa2015 program keretében vendégszerepelt fesztiválprodukciók
- Annelies van Parys: Private View (Muziektheater Transparant, Antwerpen. Rendező: Tom Creed, karmester: Etienne Siebens.) A vendégszereplés időpontja: 2015. július 5.
- Mozart: A varázsfuvola (Szegedi Nemzeti Színház. Rendező: Alföldi Róbert, karmester: Gyüdi Sándor, km. a Szegedi Szimfonikus Zenekar.) A vendégszereplés időpontja: 2015. július 7.

### A győztesek jutalmaként megjelent árialemez
- Hungaroton HCD 32739 Opera Arias. Victoria Markaryan (szoprán), Philippe Brocard (bariton), Szegedi Szimfonikus Zenekar, vez.: Gyüdi Sándor